# Iphiaulax eriophorus
Iphiaulax eriophorus är en stekelart som beskrevs av Cameron 1907. Iphiaulax eriophorus ingår i släktet Iphiaulax och familjen bracksteklar. Inga underarter finns listade i Catalogue of Life.